# Julie Bresset
Julie Bresset (Saint-Brieuc, 9 de juny de 1989) és una esportista francesa que competeix en ciclisme de muntanya en la disciplina de camp a través.
Va participar en els Jocs Olímpics de Londres 2012, obtenint una medalla d'or en la prova de camp a través. Ha guanyat 5 medalles al Campionat Mundial de Ciclisme de Muntanya entre els anys 2011 i 2013, i una medalla d'or al Campionat Europeu de Ciclisme de Muntanya de 2011.

## Palmarès en ciclisme de muntanya
- 2010
  -  Campiona de França en Camp a través
- 2011
  -  Campiona del món sub-23 en Camp a través
  -  Campiona del món en Camp a través per relleus (amb Fabien Canal, Victor Koretzky i Maxime Marotte)
  - 1a a la Copa del món en Camp a través
  -  Campiona d'Europa sub-23 en Camp a través
  -  Campió d'Europa en Camp a través per relleus (amb Fabien Canal, Victor Koretzky i Maxime Marotte)
  -  Campiona de França en Camp a través
- 2012
  -  Medalla d'or als Jocs Olímpics del 2012 en Camp a través
  -  Campiona del món en Camp a través
  -  Campiona de França en Camp a través
- 2013
  -  Campiona del món en Camp a través
  -  Campiona de França en Camp a través